# Lathyrus sphaericus
Lathyrus sphaericus là một loài thực vật có hoa trong họ Đậu. Loài này được Retz. miêu tả khoa học đầu tiên.

## Hình ảnh

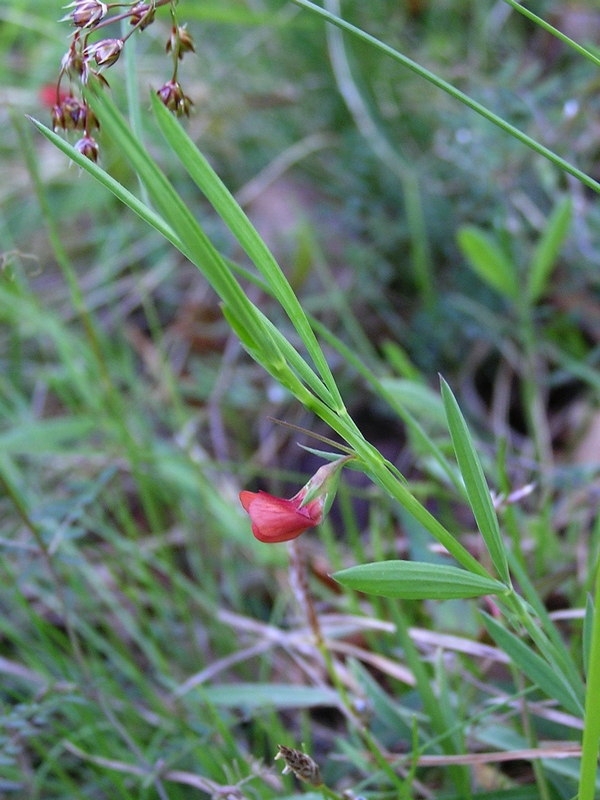